# Mother (серія відеоігор)
| 1989 | Mother                |
| 1990 |                       |
| 1991 |                       |
| 1992 |                       |
| 1993 |                       |
| 1994 | Mother 2              |
| 1995 | EarthBound            |
| 1996 |                       |
| 1997 |                       |
| 1998 |                       |
| 1999 |                       |
| 2000 |                       |
| 2001 |                       |
| 2002 |                       |
| 2003 | Mother 1 + 2          |
| 2004 |                       |
| 2005 |                       |
| 2006 | Mother 3              |
| 2007 |                       |
| 2008 |                       |
| 2009 |                       |
| 2010 |                       |
| 2011 |                       |
| 2012 |                       |
| 2013 |                       |
| 2014 |                       |
| 2015 | EarthBound Beginnings |

Mother (за межами Японії відома як EarthBound) — серія відеоігор, що складається з трьох рольових відеоігор: Mother (1989), за межами Японії відома як EarthBound Beginnings, для Family Computer; Mother 2 (1994), відома як EarthBound за межами Японії, для Super Nintendo Entertainment System; та Mother 3 (2006) для Game Boy Advance.
Mother написана Сігесато Ітой, опублікована Nintendo, і має ігрову механіку за зразком серії Dragon Quest. Серія відома своїм почуттям гумору, оригінальністю та пародією. Гравець використовує зброю та екстрасенсорні здібності для боротьби з ворогами, серед яких анімовані побутові предмети, інопланетяни та люди з промитими мізками. Характерні елементи серії включають жартівливий підхід до сюжету, бойові сцени із психоделічним фоном і «рухомий лічильник здоров'я»: здоров'я гравця зменшується, як на одометрі, а не миттєво віднімається, дозволяючи гравцеві вжити превентивних заходів, наприклад зцілення або завершення битви до того, як ушкодження буде повністю завдано. Хоча франшиза популярна переважно в Японії, в англосфері вона стала культовою і асоціюється з <i id="mwKA">EarthBound</i>.
Під час візиту до Nintendo у інших справах Ітой звернувся до Шіґеру Міямото щодо створення Mother. Після схвалення продовження Ітой збільшив свою участь у процесі розробки протягом п'яти років створення EarthBound. Коли проєкт почав занурюватися у кризу, продюсер, а згодом президент Nintendo Сатору Івата врятував гру. Англійські локалізатори EarthBound отримали велику свободу при перекладі культурних алюзій японської гри. Американська версія продавалася погано, незважаючи на багатомільйонний маркетинговий бюджет. Спочатку планувалося, що Mother 3 буде випущено на Nintendo 64 та її аксесуарі для дисків 64DD, але у 2000 році її було скасовано. Через три роки проєкт був повторно анонсований для Game Boy Advance разом із перевиданням Mother and Mother 2 у комбінованому картриджі Mother 1 + 2. Mother 3 відмовилась від прогресивної 3D-графіки заради стилю 2D і стала бестселером одразу після виходу. EarthBound було перевипущено для віртуальної консолі Wii U у 2013 році, а Mother отримала англомовний дебют для тієї ж платформи у 2015 році під новою назвою EarthBound Beginnings. У 2022 році Nintendo випустила Mother 1 і 2 для сервісу Nintendo Switch Online.
EarthBound широко вважається класикою відеоігор і входить до кількох списків найкращих. Через відсутність офіційної підтримки серії члени фан-спільноти EarthBound організувалися онлайн, щоб виступати за продовження серії через петиції та фан-арти. Їхні проєкти включають повний фанатський переклад Mother 3, повнометражний документальний фільм і сиквел фанатської гри, який став духовним наступником під назвою Oddity. Несс, головний герой EarthBound, отримав визнання завдяки включенню його в усі п'ять частин серії Super Smash Bros. Інші локації та персонажі серії Mother з'являлися в файтингах.

## Геймплей
Серія відома поєднанням гумористичних і емоційно зворушливих відтінків. Ітой хотів передати Mother 3 за допомогою техніки, яка замінює активного гравця-персонажа, яку він вперше спробував застосувати в EarthBound. Обидві ігри також мають подібні візуальні стилі, обидві з психоделічним фоном битви та мультяшним мистецтвом. Хоча музика Mother 3 як схожа за тональністю до своїх попередників, так і абсолютно нова, вона має подібні звукові ефекти. Персонажі EarthBound, такі як містер Сатурн, повторюються, і RPGamer писав, що фінальний розділ Mother 3 «переповнений відвертими зв'язками» між іграми серії. Mother також має спільні риси з її продовженням, наприклад можливість збереження гри за допомогою телефонного дзвінка батькові Нінтена, можливість зберігання речей у сестри Нінтена вдома та банкомат для банківських грошей. Крім того, у перших двох іграх учасники команди слідують за головним героєм на екрані оверворлду. Учасники команди Нінтена в Mother аналогічні учасникам EarthBound за стилем і функціями.
У той час як битви в Mother запускалися через випадкові зіткнення, в EarthBound і ранній Mother 3 використовували спільні тригери бойових сцен, де фізичний контакт з ворогом в оверворлді починав покрокову сцену битви, показану від першої особи. Окрім ритму та бойової механіки комбо Mother 3, бойові системи двох ігор схожі. У Mother 3 також зберігається «рухливий лічильник здоров'я» EarthBound (де здоров'я зменшується, як на одометрі, так що гравці можуть випередити лічильник, щоб зцілитися, перш ніж померти/знепритомніти), але видалено функцію, за якої досвід автоматично нараховується перед битвами проти набагато слабших ворогів. У серії повторюється характерний текст і звук «SMAAAASH», які відображаються, коли гравець виконує критичний удар.
Деякі персонажі присутні в кількох частинах серії, наприклад Гійгас, містер Сатурн і Покі/Поркі. Гійгас є головним антагоністом і в Mother, і в EarthBound. Емоційна складність інопланетної істоти виходить за межі жанрових норм. У Mother Гійгас демонструє внутрішній конфлікт, а у фінальній битві з босом в EarthBound він з'являється лише як «невимовна» сила. В обох останніх битвах Гійгас переможений любов'ю та молитвою, а не використанням зброї, на відміну від кінцівок інших ігор того періоду. Надя Оксфорд написала для IGN, що майже два десятиліття потому фінальна битва проти Гійгаса в EarthBound продовжує залишатися «одним із найепічніших протистоянь у відеоіграх усіх часів» із помітним емоційним впливом. Діалог цієї битви базувався на спогадах Ітой про випадково побачену в дитинстві травматичну сцену з фільму «Військовий поліцейський і розчленована красуня» студії Shintoho. Оксфорд написала для 1UP.com, що Ітой мав намір показати прагнення інопланетянина до кохання в «спосіб… за межами людського розуміння». Незважаючи на те, що сеттинги EarthBound і Mother 3 відрізняються, вигаданий вид містера Сатурна з'являється в схожих Долинах Сатурна в обох іграх. Містер Сатурн виглядає як голова старої людини зі стопами, великим носом і лисиною, за винятком однієї волосини з бантиком. Хоча вони технологічно розвинені та миролюбні види з чистим серцем, вони піддаються постійним атакам ворогів, що зазіхають на їхню свободу. Надя та Девід Оксфорд з 1UP.com вважали містера Сатурна інопланетянами, незважаючи на їхню людиноподібну та м'ясисту зовнішність, як описано у статті, яка обговорює центральну тему інопланетян у серії «Mother». Вони порівняли «Містерf Сатурн» із тральфамадорським інопланетним видом Курта Воннегута. Нарешті, Покі починає як дитина-сусід Несса, який «здригається» і «відмовляється битися» в EarthBound, але наприкінці серії в «Mother 3» перетворюється на «жорстокого і схибленого на контролі маньякам, який не зважає на людське життя».

### Музика
| 1989 | Mother                |
| 1990 |                       |
| 1991 |                       |
| 1992 |                       |
| 1993 |                       |
| 1994 | Mother 2              |
| 1995 | EarthBound            |
| 1996 |                       |
| 1997 |                       |
| 1998 |                       |
| 1999 |                       |
| 2000 |                       |
| 2001 |                       |
| 2002 |                       |
| 2003 | Mother 1 + 2          |
| 2004 |                       |
| 2005 |                       |
| 2006 | Mother 3              |
| 2007 |                       |
| 2008 |                       |
| 2009 |                       |
| 2010 |                       |
| 2011 |                       |
| 2012 |                       |
| 2013 |                       |
| 2014 |                       |
| 2015 | EarthBound Beginnings |

Саундтреки для Mother and EarthBound створили Кейчі Судзукі та Хірокадзу Танака. Рецензент RPGFan Патрік Ганн порівняв саундтрек «Mother» з композиціями «Бітлз» і такими, що написані для дитячих телешоу. Він вважав тексти пісень «дурнуватими й банальними», але цінував «прості висловлювання» у «Вісьмі мелодіях» і «химерну та чудову» «Чарівницю». Саундтрек Mother містить кілька треків, які пізніше використовувалися в подальших іграх серії. Коли Судзукі та Танака не змогли взяти участь у створенні саундтреку для Mother 3, Ітой обрав Шого Сакаї через його досвід і розуміння серії. Сакаї працював над тим, щоб музика була схожою на попередні частини серії. Кайл Міллер з RPGFan написав, що гра зберегла химерність попередніх саундтреків серії, незважаючи на зміну композиторів. Найсильнішою він вважав другу половину альбому, куди увійшли переосмислена «класика» із циклу. Джордан Джексон з RPGamer також виявив, що музика «така ж приваблива, як і попередні ігри», незважаючи на те, що вона «майже абсолютно нова». Люк Планкетт із Kotaku відзначив, що Судзукі який був рок-зіркою і кінокомпозитором і не займався написанням музики для ігор, зміг зробити музику Mother and EarthBound «настільки чіткою та незабутньою», як «синтезовану данину попмузиці 20-го століття».

## Розробка

### Mother

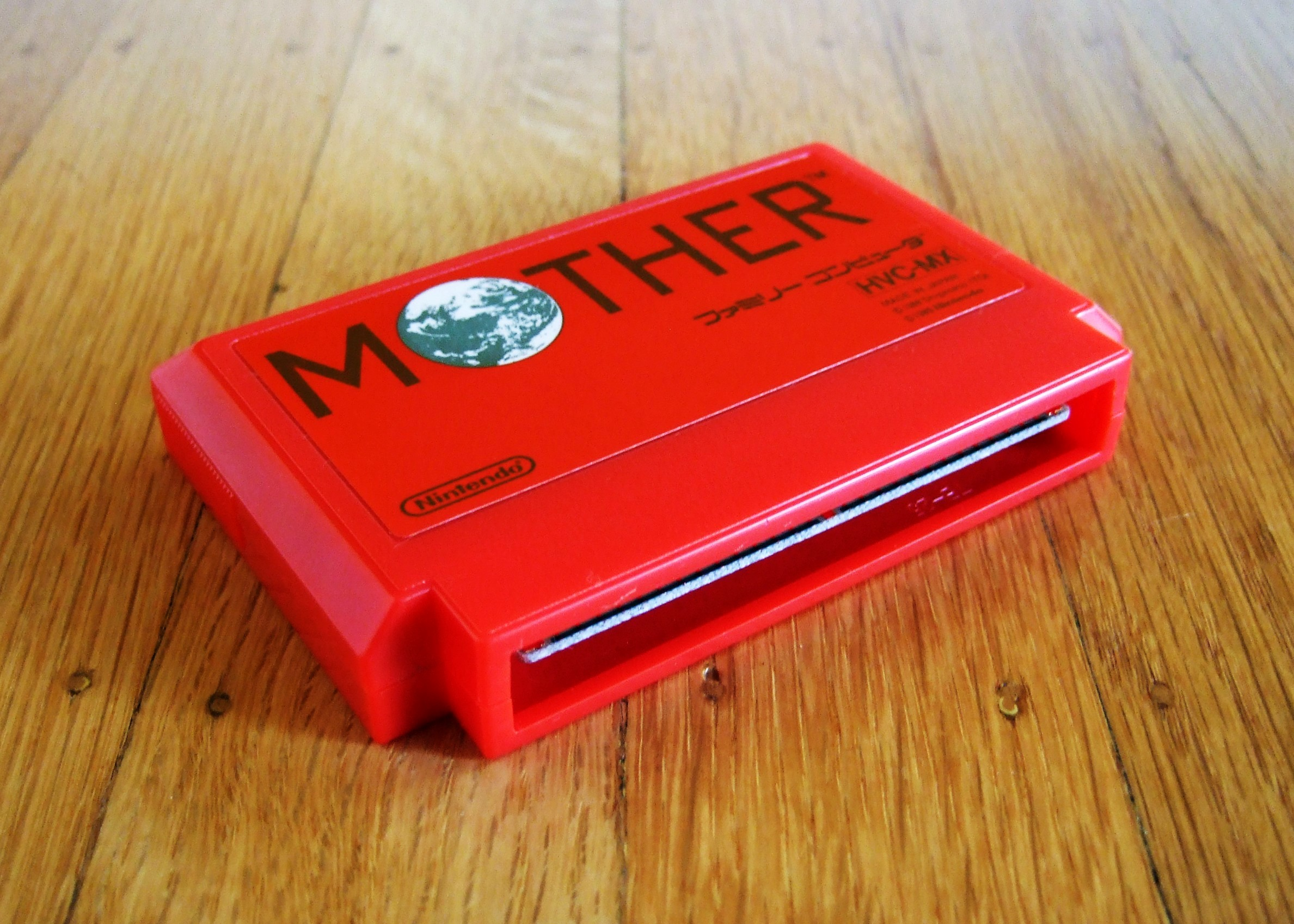
Картридж Famicom для першої гри серії Mother.

Під час візиту до Nintendo з іншими справами відомий копірайтер Сігесато Ітой запропонував провідному дизайнеру компанії Шіґеру Міямото свою ідею щодо рольової гри, дія якої відбувається в сучасному світі. Сучасна обстановка суперечила нормам жанру рольової гри, і хоча Міямото сподобалася ідея, він вагався, поки Ітой не зміг продемонструвати повну відданість проєкту. Ітой зменшив своє робоче навантаження, сформував команду та почав розробку в Ітікаві, Тіба. Nintendo намагалася створити ідеальне робоче середовище для Ітоя, щоб воно більше нагадувало позакласний клуб волонтерів. Ітой написав сценарій гри. Гра під назвою Mother була розроблена Ape, опублікована Nintendo і випущена в Японії 27 липня 1989 року для Famicom (відома як Nintendo Entertainment System за межами Японії). Гра була запланована для англомовної локалізації під назвою Earth Bound, але від неї відмовилися, коли команда замість цього вирішила локалізувати Mother 2. Через роки повна локалізація була відновлена громадськістю та поширена в Інтернеті, де вона стала відомою як EarthBound Zero. Mother отримала англомовний дебют у червні 2015 року як EarthBound Beginnings для віртуальної консолі Wii U.
Mother — однокористувацька рольова відеогра, дія якої розгортається в «дещо незвичайних» Сполучених Штатах кінця 20-го століття (за інтерпретацією Ітоя). На відміну від японських рольових ігор-сучасників, Mother не розгортається в жанрі фентезі. Гравець бореться на складах і в лабораторіях, а не в підземеллях і подібних фантастичних декораціях, а битви ведуться з бейсбольними битами та екстрасенсорними здібностями замість мечів і магії. Mother слідує за молодим Нінтеном, який використовує екстрасенсорі здібності для боротьби з ворожими, раніше неживими предметами та іншими ворогами. У грі використовуються випадкові зустрічі, щоб увійти в систему бойових дій від першої особи на основі меню.

### EarthBound
Команда Mother 2 була створена командою розробників, відмінною від тієї, що працювала над оригінальною грою, і більшість її членів були неодруженими і готові працювати над проєктом ночами. Ітой знову написав сценарій гри і виступив дизайнером. П'ятирічна розробка гри перевищила очікуваний час і неодноразово опинялася під загрозою скасування. Вона перебувала у скрутному становищі, поки до команди не приєднався продюсер Сатору Івата.  Mother 2 була розроблена Ape і HAL, опублікована Nintendo і випущена на японському Super Famicom 27 серпня 1994 року. Для північноамериканської аудиторії гру було перекладено англійською мовою, після чого вона стала єдиною грою серії Mother, виданою в Північній Америці аж до пізнішої локалізації Mother як EarthBound Beginnings. Локалізаторам було надано свободу перекладати культурні алюзії японського письма для західної аудиторії на власний розсуд, а символізм також змінювався між версіями для адаптації до західної чутливості. Щоб уникнути плутанини в нумерації серії, її англійську назву було змінено на EarthBound і було випущено 5 червня 1995 року для північноамериканської Super Nintendo Entertainment System.
Незважаючи на те, що Nintendo витратила близько 2 мільйонів доларів на маркетинг, американський реліз був визнаний невдалим всередині компанії. EarthBound було випущено, коли рольові ігри не були популярні в Сполучених Штатах, а візуальний смак у рольових іграх був ближчим до Chrono Trigger і Final Fantasy VI. Нетипова маркетингова кампанія EarthBound «ця гра смердить» була заснована на незвичайному гуморі гри та включала рекламні матеріали з запахом за принципом «подряпай і понюхай». 1UP.com назвав кампанію «ганебно непродуманою». Через погані продажі та зменшення підтримки Super NES, гра не отримала європейського релізу.
Ігри серії Mother побудовані на тому, що Ітой вважав «безрозсудною дикістю», де він пропонував ідеї, які заохочували його співробітників пропонувати нові способи зображення сцен у відеоіграх. Він розглядав назви перш за все як ігри, а не «великі сценарії». Ітой висловив прагнення зробити так, щоб під час гри гравець відчував такі емоції, як «збентеження». Написання гри було навмисно «химерним і дурним» за характером і написане японським шрифтом кана, щоб надати діалогам розмовного звучання. Ітой подумав про типові імена персонажів гравців, коли йому не сподобалися пропозиції його команди. Багато персонажів були засновані на реальних особистостях. Ітой прагнув зробити гру привабливою для груп населення, які менше грають в ігри, наприклад дівчат.
Історія Earthbound є продовженням історії Mother, у якій багато тих самих антагоністів і монстрів. За замовчуванням гравець починає як молодий хлопець на ім'я Несс, який виявляє, що інопланетна сила Гійгас огорнула світ ненавистю і, як наслідок, перетворила тварин, людей і предмети на зловмисних істот. Базз Базз, бджола з майбутнього, наказує Нессу збирати мелодії в Звуковий Камінь, щоб завчасно зупинити злу силу. Відвідуючи вісім святилищ, де зберігаються мелодії, Несс зустрічає трьох інших дітей на ім'я Паула, Джефф і Пу — «дівчинка-екстрасенс, ексцентричний винахідник і майстер бойових мистецтв» відповідно, які приєднуються до його команди. По дорозі Несс зустрічає культистів Хеппі Хеппі Вілладж, переповненого зомбі Трида, школи-інтернату Вінтерса та королівства Далаам. Коли Звуковий Камінь заповнюється, Несс відвідує Магікант на самоті, сюрреалістичне місце в його розумі, де він бореться зі своєю темною стороною. Повернувшись до Іглленду, він готується до подорожі в часі, щоб битися з молодим Гійгасом — битви, відомої своїм «відчуттям ізоляції, … незрозумілими атаками, … дзижчанням» і опорою на молитву.
EarthBound — японська рольова гра за мотивами Dragon Quest. Гра характеризується сучасним, сатиричним західним світом, нетрадиційними персонажами, ворогами та гумором. Приклади гумору в грі включають нетрадиційних ворогів, таких як «ретро-хіпі Нью-Ейдж» і «невибагливий місцевий хлопець», уїдливі діалоги, часті каламбури та руйнування четвертої стіни. Гра також жартує над гравцем, наприклад, через існування непотрібних предметів лінійки та транспортира, якими гравці та вороги можуть безуспішно спробувати скористатися.

### Mother 3
У 1996 році було оголошено Mother 3 (EarthBound 64 у Північній Америці). Її було заплановано для випуску на 64DD, периферійному пристрої розширення дисковода для Nintendo 64. Експансивні ідеї Ітоя під час розробки змусили команду розробників засумніватися, чи фанати все ще вважатимуть гру частиною серії. Гра потрапила в пекло розробки і мала проблеми з визначенням жорсткого терміну випуску, а в 2000 році, незважаючи на певний ступінь готовності, пізніше була повністю скасована через комерційний провал 64DD.

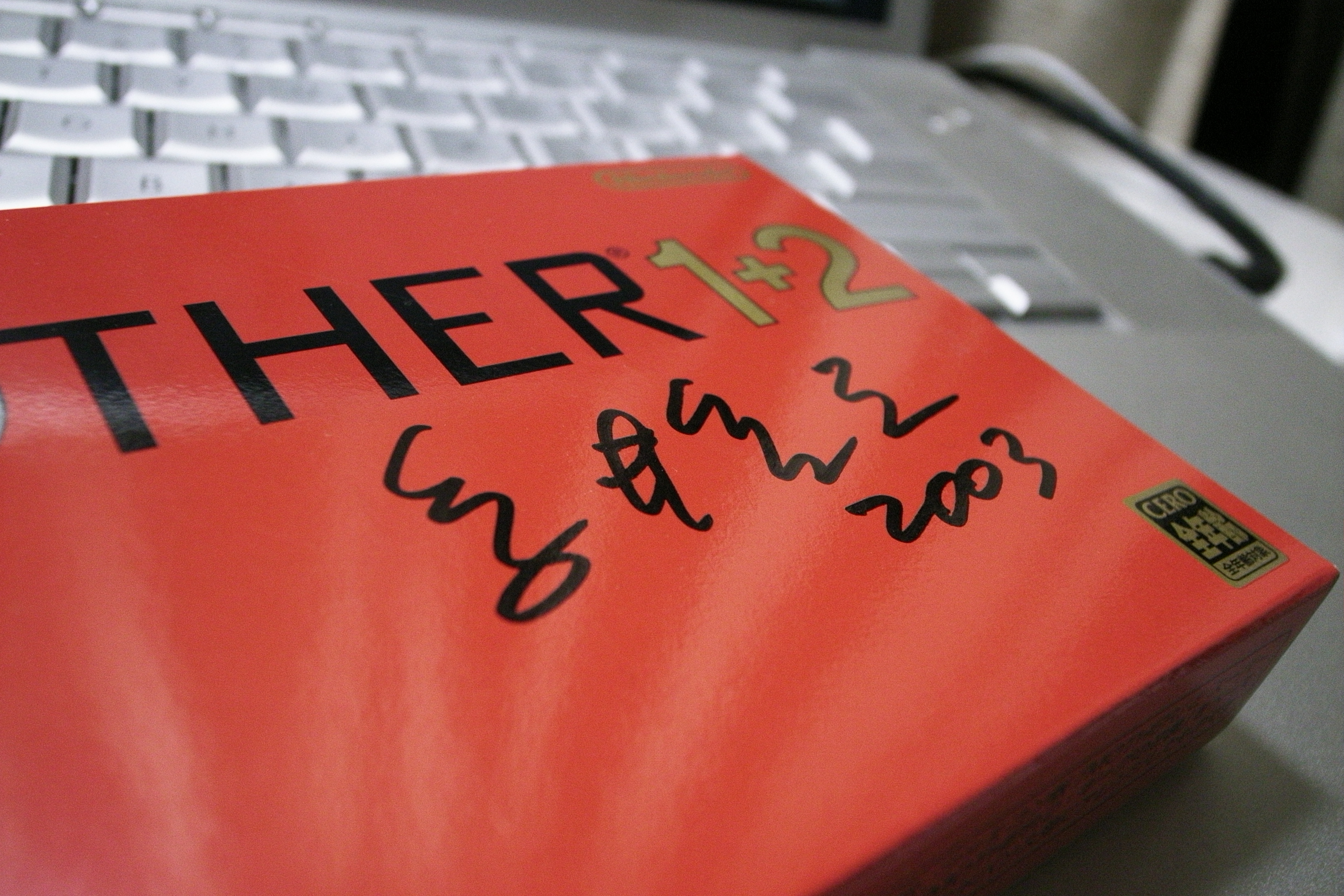
Підписана, коробкова копія Mother 1 + 2

Через три роки проєкт було повторно анонсовано як Mother 3 для Game Boy Advance разом із комбінованим картриджем Mother 1 + 2 для тієї ж портативної консолі. Ітой працював над перенесенням Mother and Mother 2 на Game Boy Advance і, зважаючи на підтримку, яка, за його прогнозами, мала стати подальшим тиском, вирішив випустити Mother 3. Нова Mother 3 відмовилася від 3D-графіки версії Nintendo 64, але зберегла сюжет. Гра була розроблена Brownie Brown і HAL Laboratory, опублікована Nintendo і випущена в Японії 20 квітня 2006, після чого стала бестселером. Однак вона не отримала північноамериканського видання на підставі припущення, що вона не буде продаватися.
Mother 1 + 2 вийшла в Японії 20 червня 2003 року. Комбінований картридж містить як Mother, так і EarthBound. Mother використовує розширену кінцівку невиданого англомовного прототипу, але все ще представлена лише японською мовою.
На відміну від попередніх ігор серії, Mother 3 представлена у вигляді розділів. Коли Армія Свинячої Маски розпалює лісову пожежу та нав'язує «пасторальному лісовому селі» умови, схожі на поліцейську державу, батько Флінт вирішується захистити свою родину (синів-близнюків Лукаса та Клауса та дружину Хінаву), але решта світу зрештою виявляється втягнутою в сюжет. Лукас, герой гри, набуває визначеного значення лише в четвертому розділі. Разом зі своїм собакою, злодієм-початківцем і принцесою Лукас виконує пророцтво про «обраного», який витягує Голки із Землі, щоб розбудити сплячого дракона та визначити долю світу. У грі легкий сюжет із такими персонажами, як «примари-веселуни» і «балакучі змії».
Mother 3, як і її попередники, є однокористувацькою рольовою відеогрою, в яку можна грати за допомогою двох кнопок: одна для початку розмов і перевірки сусідніх об'єктів, а інша для бігу. У грі оновлено покрокову бойову систему у стилі Dragon Quest із «механікою ритмічних дій», яка дозволяє гравцеві брати додаткові ходи для атаки ворога, об'єднуючи до шістнадцяти дотиків у такт із фоновою музикою. Окрім цього, бойова система та «рухомий лічильник здоров'я» (де здоров'я зменшується, як на одометрі, так що гравці можуть випередити лічильник, щоб зцілитися перед смертю) подібні до EarthBound.

### Майбутнє серії
Під час випуску Mother 3 у 2006 році Ітой заявив, що не планує створювати Mother 4, що він неодноразово підтверджував. Ітой сказав, що з усіх трьох він мав найбільше бажання створити першу відеогру Mother, і що вона була створена для гравців. Другу гру він створив як дослідження своїх особистих інтересів, а з третьою хотів розгулятися. Розмірковуючи про скасування Mother 3 у 2000 році, Ітой згадав, яких зусиль доклала команда, щоб розповісти маленькі частини історії, і відчув, що це було основною темою у розвитку серії.
Через відсутність постійної підтримки серії, спільнота фанатів EarthBound об'єдналася на Starmen.net з наміром переконати Nintendo в Америці визнати їхню зацікавленість до серії Mother. Вони складали петиції щодо англомовних випусків і створили повнокольорову 270-сторінкову антологію фан-арту. Отримавши «незначну» відповідь від Nintendo, вони самостійно локалізували <i id="mwAhU">Mother 3</i> і надрукували «професійну якісний стратегічний посібник» через Fangamer, сайт для продажу відеоігор, який відокремився від Starmen.net. The Verge назвав ці зусилля доказом відданості фанатів. Інші зусилля фанатів включають EarthBound, USA, повнометражний документальний фільм на Starmen.net і Oddity, фанатське продовження серії Mother, яке було розпочато у виробництво, коли Ітой остаточно «оголосив», що він закінчив з серією.
IGN описав серію як занедбану Nintendo в Північній Америці, оскільки Mother 1, Mother 1+2 і Mother 3 не виходили за межі Японії. Незважаючи на це, повторна поява Несса в серії Super Smash Bros. показала сприятливі шанси на майбутнє серії Mother. Читачі IGN і Nintendo Power очікували перевидання EarthBound на віртуальній консолі Wii після її запуску в 2006 році, але цього не сталося. Японський перевипуск віртуальної консолі Wii U був оголошений у 2013 році в рамках святкування ювілеїв NES і Mother 2. Пізніше вийшли північноамериканські та європейські релізи для тієї ж платформи, а президент Nintendo Сатору Івата відзначив інтерес шанувальників на соціальної платформі компанії Miiverse. Гра була «лідером продажів» на віртуальній консолі Wii U, а користувачі Kotaku та гравці, які вперше зіткнулися з EarthBound, мали «надзвичайно позитивну» реакцію на гру. Саймон Паркін писав, що перевидання гри стало «важливою подією» як повернення «однієї з небагатьох втрачених класичних ігор Nintendo» після 20 років. В інтерв'ю наприкінці листопада 2015 року Сігесато Ітой вкотре заперечив плани щодо створення Mother 4, незважаючи на відгуки шанувальників.

## Прийом
У 1001 Video Games You Must Play Before You Die Крістіан Донлан писав, що серія Mother є «великою RPG-франшизою» в Японії, яку можна порівняти з Final Fantasy та Dragon Quest, хоча вона не користується такою ж популярністю на Заході. IGN описав серію як занедбану Nintendo в Північній Америці, яка отримала лише одну з трьох частин Mother. Донлан додав, що дивацтва серії не сприяють популярності на Заході. Джордан Джексон з RPGamer зазначив, що серія «відома дивним почуттям гумору, оригінальністю та дуже молодими героями», а Люк Планкетт з Kotaku сказав, що ігри відрізняються від усіх інших відеоігор тим, що вони викликають «справжні емоції в гравців за межами… „захоплення“» та «страху»" і відзначив «чарівну», «зворушливу» і «трагічну» історію, що, на його думку, було пов'язано з тим, що автори гри не були вихідцями з індустрії відеоігор.
Mother була шостою грою за продажами 1989 року в Японії, де було продано близько 400 000 копій. Вона отримала оцінку «Срібний зал слави» (31/40) від японського журналу Famitsu. Критики відзначили схожість гри з серією Dragon Quest і її одночасну «пародію» на жанрові тропи. Вони вважали, що продовження гри, EarthBound, дуже схоже на неї і в цілому є кращою реалізацією ігрових ідей Mother. Рецензенти також відзначили високий рівень складності гри та проблеми з балансом. Джеремі Періш з USgamer сказав, що сценарій Mother був "таким же чітким, як і EarthBound, але вважає, що ігрова механіка була недосконалою, не вистачало «рухомого лічильника HP» і невипадкових зіткнень, якими були відомі пізніші частини серії. Раніше Періш писав для 1UP.com, що в порівнянні з EarthBound Mother «гірша майже в усіх відношеннях» і важлива не стільки через власне гру, скільки через інтерес, який вона викликала до емуляції відеоігор та збереження невиданих ігор.
По всьому світу було продано близько 440 000 копій EarthBound, з яких приблизно 300 000 — у Японії та близько 140 000 — у Сполучених Штатах. Спочатку гра отримала мало схвальних відгуків в американській пресі і погано продавалася в США: близько 140 000 примірників, порівняно з удвічі більшим накладом в Японії. Kotaku описав вихід EarthBound 1995 року як «невдачу» і звинуватив у низьких продажах «химерну маркетингову кампанію» та «мультяшну» графіку, яка не відповідає пересічному смаку смаку гравців. Численні рецензенти описували гру як «оригінальну» або «унікальну» і хвалили її сценарій за діапазон емоцій, гумор, веселу і чарівну атмосферу, а також сеттинг у стилі «реальний світ», що вважалося незвичним вибором. З моменту випуску англійська локалізація гри отримала схвалення, а пізніше рецензенти повідомили, що гра добре постаріла.
Перед виходом Mother 3 входила до «п'ятірки найбажаніших ігор» Famitsu і очолювала японський чарт попередньо замовлених ігор. За перший тиждень продажів у Японії було продано близько 200 000 копій, і вона увійшла до топ-20 японських бестселерів за перше півріччя 2006 року. Для порівняння, перевидання Mother 1 + 2 2003 року розійшлося в Японії накладом близько 278 000 копій за перший рік, а перевидання «value selection» картриджа розійшлося тиражем 106 000 копій у Японії у 2006 році. Mother 3 отримала статус «Платинового залу слави» з оцінкою 35/40 від Famitsu. Рецензенти високо оцінили її історію (хоча гра була доступна лише японською) та графіку, а також нарікали на механіку рольової гри 1990-х років. Критики також похвалили музику гри. Джексон сказав, що гра була дещо легшою, ніж решта серії, і дещо коротшою за тривалістю.

## Спадщина
Серія є «однією з найулюбленіших у Японії» та стала своєрідною «священною коровою» відеоігор — все, що пов'язане з нею люблять, підтримують та не критикують. Також вона відома відданою стійкою спільнотою шанувальників. У якийсь момент перед релізом Mother 3 «Love Theme» серії звучала як музика на утриманні телефонної лінії Japan Post. Так само тема «Вісім мелодій», яка використовується в цій серії, була включена в музичні класи японської початкової школи. Донлан із 1001 Video Games You Must Play Before You Die писав, що EarthBound «згадується фахівцями з відеоігор частіше, ніж у неї насправді грають».
Критики вважають EarthBound «класикою» або ж «must-play» серед відеоігор. Гра була неодноразово входила до списків 50 найкращих ігор всіх часів, у тому числі за версією читачів Famitsu у 2006 році та читачів IGN у 2005 та 2006 роках. IGN поставив гру на 13-те місце у своєму рейтингу 100 найкращих ігор SNES і на 26 місце серед усіх ігор за її внутрішній світ, який був «виразним і незабутнім» завдяки погляду на американізм, нетрадиційний сеттинг та музику 1960-х років. Gamasutra назвала її однією зі 20 «найважливіших» японських рольових ігор. Джастін Хейвалд назвав перевидання грою року за версією GameSpot, а Nintendo Life назвали його грою року для віртуальної консолі. GameZone сказали, що назвати EarthBound просто «перлиною» «було б великою помилкою». У Сполученому Королівстві, де EarthBound раніше не випускався, GamesTM відзначили, що гру «анекдотично проголошували ретро-класикою». Скотт Томпсон з IGN сказав, що гра є «справжнім визначенням класики». Kotaku писали, що гра була створена для того, щоб змусити гравця «відчути себе самотньою», і загалом вона була особливою не через якийсь окремий аспект, а через метод використання середовища відеоігор для дослідження ідей, які неможливо дослідити в інших медіа.
Багато критиків писали, що Mother 3 була однією з найкращих рольових ігор для Game Boy Advance. Джеремі Сіньйор з GamePro назвав її серед «найкращих неопублікованих японських рольових ігор» за її сценарій і увагу до деталей. Журналіст відеоігор Тім Роджерс стверджував, що Mother 3 була «найближчою грою, яка коли-небудь підходила до літератури». Немає жодних планів щодо офіційної Mother 4.
Серія, і зокрема EarthBound, відома культовим статусом, який розвинувся з часом після виходу. Колін Кемпбелл з Polygon писав, що «небагато ігрових спільнот є такими пристрасними та активними» як в EarthBound, а Боб Маккі з1UP.com писав, що жодна гра не була настільки близька до того, щоб стати культовою. У 2014 році Starmen.net організував фанфест Mother з нагоди 25-ї річниці з прямою трансляцією гри та планами щодо реміксів саундтреку. Пізніше того ж року шанувальники випустили ROM-гак 25th Anniversary Edition, який оновив графіку гри, сценарій і баланс ігрового процесу. The Verge наводить дворічний фанатський переклад Mother 3 як доказ відданості фанатської бази, а Дженні Лада з TechnologyTell назвала його «безсумнівно одним із найвідоміших фанатських перекладів із існуючих», який став основою для перекладів іншими мовами. Френк Керон з Ars Technica назвав фанатський переклад «великою ініціативою… що має величезний успіх», і що «неможливо збагнути», чому Nintendo не випустить власну англійську локалізацію.

### Super Smash Bros.
Несс з EarthBound став широко відомим завдяки подальній появі в серії Super Smash Bros. Він з'являвся в оригінальній Super Smash Bros. та в її продовженнях: Melee, Brawl, 3DS/Wii U та Ultimate. У Європі, де не було оригінального релізу EarthBound, Несс більше відомий своєю роллю в файтингу, ніж появою в рольовій грі. В Melee 2001 року він повернувся разом з Містером Сатурном з EarthBound, якого можна було кидати у ворогів і іншим чином виштовхувати предмети з поля бою. В Melee можна розблокувати рівень Fourside, який базується на локації EarthBound.
Під час розробки Melee Несс не повинен був повернутися як ігровий персонаж, його мав замінити Лукас, головний герой Mother 3. Однак оригінальний випуск Mother 3 для Nintendo 64 було скасовано, хоча він був успішно відроджений як проєкт для Game Boy Advance. В результаті Несс з'явився в Melee замість Лукаса.
Лукас з Mother 3 приєднався до Несса у Brawl, згодом обидва персонажі повернулися в 3DS/Wii U та Ultimate. В 3DS гравці можуть битися на сцені Magicant, на фоні якої відображаються кліпи із серії Mother.
 